# Кубок Жоана Гампера
Кубок Жоана Гампера (кат. Torneig Joan Gamper) — футбольний товариський турнір, який щорічно організовує футбольний клуб «Барселона».
Вважається одним з найстаріших товариських турнірів, що проводиться щорічно і в наш час.
Вперше був розіграний у 1966 році за ініціативою президента «Барселони» Енріке Льоде. Трофей був названий на честь легендарного п'ятиразового президента-засновника «Барселони» Жоана Гампера.
Турнір проводиться на «Камп Ноу», стадіоні-організатора, протягом другої половини серпня, з офіційною презентацією штабу команди перед своїми вболівальниками.
За час розіграшу турніру зазнав певні зміни. До сезону 1996 року Кубок Гампера розігрувався зі стадіями чвертьфіналів, півфіналів, фіналу і матчу за третє місце. З 1997 року турнір був зведений до одного матчу у зв'язку з насиченістю графіка передсезонної підготовки.
Сам трофей складається зі срібла (800 грамів в окружній частині), 10 кг мармуру в основі і 5 мікрон золота.

## Історія розіграшу

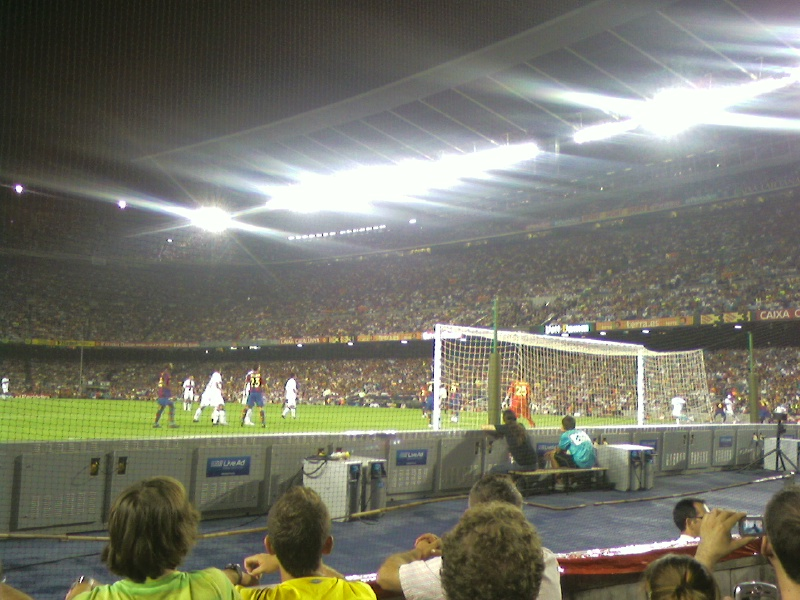
Кубок Жоана Гампера 2007 («Барселона» — «Інтернаціонале»)

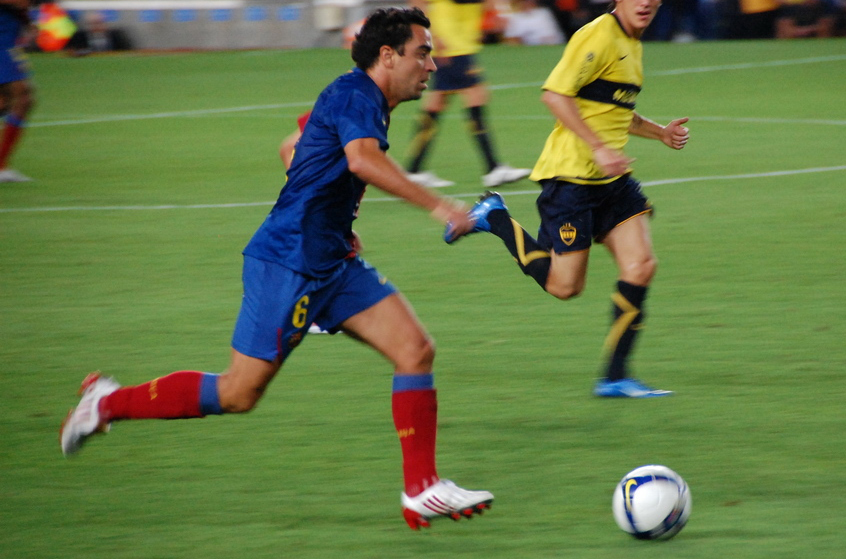
Кубок Жоана Гампера 2008 («Барселона» — «Бока Хуніорс»)

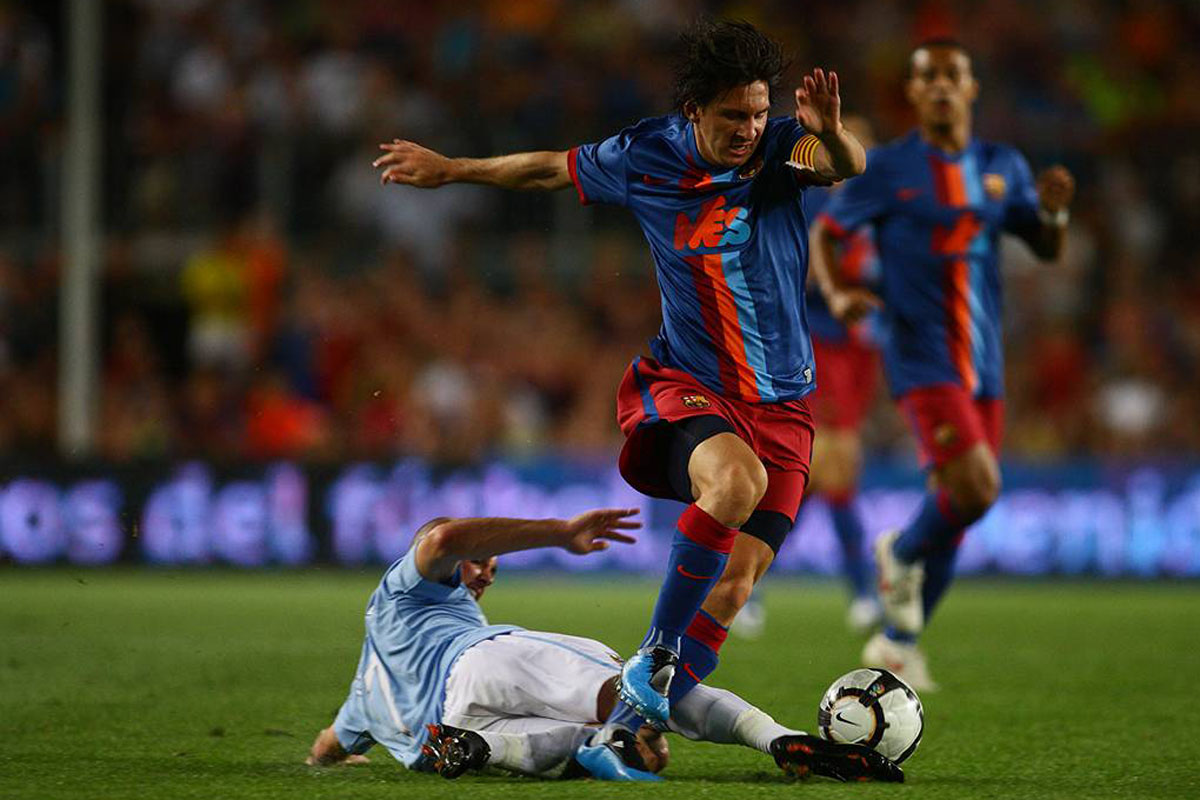
Кубок Жоана Гампера 2009 («Барселона» — «Манчестер Сіті»)

## Володарі
| Команда                  | Титули |
| Барселона                | 40     |
| Кельн                    | 2      |
| Уйпешт                   | 1      |
| Боруссія (Менхенгладбах) | 1      |
| Інтернасьйонал           | 1      |
| Порту                    | 1      |
| Мехелен                  | 1      |
| Манчестер Сіті           | 1      |
| Тенеріфе                 | 1      |
| Валенсія                 | 1      |
| Ювентус                  | 1      |
| Сампдорія                | 1      |